# Luftkreuz Südost
Luftkreuz Südost ist eine Kriminalserie des ORF, die dort im Herbst 1966 erstausgestrahlt wurde. Produzentin war die Österreichische Telefilm AG.

## Inhalt
Im Mittelpunkt der dreiteiligen Serie steht der Flugbetriebschef des Flughafens Wien-Schwechat, der gemeinsam mit Beamten von Interpol Verbrecher aufspüren und sie dingfest machen kann.

## Sonstiges
Die Serie wurde lediglich in Österreich gesendet, die Ausstrahlung erfolgte monatlich. Alle Folgen liefen im Abendprogramm und hatten eine Länge von jeweils knapp 40 Minuten. Seit 2010 ist Luftkreuz Südost auf DVD erhältlich.
Der Name des Kommissars wird zu keiner Zeit erwähnt, den des Flugbetriebschefs erfährt der Zuschauer beiläufig in einer Szene der ersten Folge.
Für die Krimihomepage sind es „spannende und rasant inszenierte Kriminalgeschichten mit 1960er-Flair“ und Luftkreuz Südost wird dort als „eine wahre Perle des österreichischen Fernsehkrimis, die zu Unrecht in Vergessenheit geraten ist“ bezeichnet.

## Episodenliste
| Nr. | Episodentitel           | Regie         | Drehbuch         | Erstausstrahlung   | Erstausstrahlung |
| Nr. | Episodentitel           | Regie         | Drehbuch         | ORF                |                  |
| --- | ----------------------- | ------------- | ---------------- | ------------------ | ---------------- |
| 1 | Das falsche Ticket      | Wolf Dietrich | Jörg Mauthe      | 15. September 1966 |                  |
| Ein Mediziner aus Zürich soll für eine lebenswichtige Operation eingeflogen werden. Da die Maschine aber ausgebucht ist, versucht die Stewardess, einen Flugpassagier dazu zu bringen, sein Ticket dem Arzt zu überlassen. Ein polizeibekannter Juwelendieb meldet sich, da er Probleme mit der Polizei befürchten muss. Prompt wird der Schweizer Chirurg bei der Ankunft in Wien verhaftet und es dauert eine geraume Zeit, bis das Missverständnis aufgeklärt werden kann. Episodendarsteller (Auswahl): Erik Frey, Otto Ambros, Heinz Fischer-Karwin, Gaby Herbst, Marianne Chappuis, Hannes Schiel |                         |               |                  |                    |                  |
| 2 | Alarm über Wels         | Wolf Dietrich | Georg Timelkam   | 10. Oktober 1966   |                  |
| Aufregung wegen eines Lufttransportes von radioaktivem Material für einen österreichischen Atomreaktor. Ein unbekannter Anrufer stellt die Behörden vor die Frage, ob ein Attentat auf das Flugzeug geplant ist oder ob es sich um einen Versicherungsbetrug handelt. Polizei und Flughafenmitarbeiter versuchen, den mysteriösen Anrufer ausfindig zu machen, um eine mögliche Katastrophe zu verhindern. Episodendarsteller (Auswahl): Oskar Willner, Peter Matić, Heinz Petters, Walter Regelsberger, Peter Janisch, Hanns Obonya                                                                    |                         |               |                  |                    |                  |
| 3 | Diamanten für Amsterdam | Wolf Dietrich | Stefan Radakovic | 22. November 1966  |                  |
| Ein illegaler Transport von Rohdiamanten aus Beirut versetzt Interpol in höchste Alarmbereitschaft. Das Problem: Niemand weiß, welcher Passagier in der vollbesetzten Maschine der Schmuggler sein könnte. Verdächtig erscheinen viele, einige sind auch bereits aktenkundig. Bei der Landung erwartet die Polizei dann eine handfeste Überraschung. Episodendarsteller (Auswahl): Elly Naschold, C. W. Fernbach, Gaby Herbst |                         |               |                  |                    |                  |